# Ivan Paskov
Ivan Paskov (in bulgaro Иван Пасков?; Sofia, 4 gennaio 1973) è un ex calciatore bulgaro, di ruolo difensore.

## Palmarès

### Club

#### Competizioni nazionali
- Supercoppa di Bulgaria: 1

Lokomotiv Plovdiv: 2004